# Ancylotrypa dreyeri
Espèce
Synonymes
- Pelmatorycter dreyeri Hewitt, 1915

Ancylotrypa dreyeri est une espèce d'araignées mygalomorphes de la famille des Cyrtaucheniidae.

## Distribution
Cette espèce est endémique de l'État-Libre en Afrique du Sud,.

## Publication originale
- Hewitt, 1915 : New South African Arachnida. Annals of the Natal Museum, vol. 3, p. 289-327.